# Can Campassol
Can Campassol és una casa d'Amer (Selva) inclosa a l'Inventari del Patrimoni Arquitectònic de Catalunya.

## Descripció
Immoble de tres plantes, entre mitgeres, cobert amb una teulada plana i aterrassada. Està ubicat al costat esquerre del carrer Nou.
La façana principal és la que dona al carrer Nou i està estructurada internament en tres crugies. La planta baixa consta de tres obertures a destacar el gran portal quadrangular d'accés equipat amb llinda monolítica i muntants de pedra ben treballats i escairats. Tant la llinda com els muntants són de pedra sorrenca. En la llinda es pot llegir una inscripció molt interessant que fa al·lusió tant al constructor original de l'edifici com a la seva data de finalització. "1 7 M I Q V E L + C A M P A S S O L 8 9"
En el primer pis trobem tres obertures rectangulars coronades amb una petita llinda monolítica de pedra sorrenca i projectades com a balconades. La de la dreta té una petita barana, que més que barana hauriem de parlar d'ampit, ja que no sobresurt gens respecte el pla horitzontal de la façana. Per la sava banda, les dues de l'extrem esquerre són projectades com una balconada única i comparteixen barana. Pel que fa al treball de la forja aplicat a les baranes, aquest és un procediment molt auster i fred, mancat de qualsevol tipus de gràcia compositiva.
En el segon pis tenim tres obertures rectangulars irrellevants, ja que no han rebut cap tractament a destacar.
Tanca l'edifici en la part superior una terrassa, coberta en la part davantera amb un ampit d'obra. Des del carrer podem contemplar que sobre l'espai físic de la terrassa pròpiament s'aixeca una petita construcció que podria executar les tasques de golfes o altell.
La majoria d'edificis del carrer Nou comparteixen entre ells tota una sèrie de paral·lelismes compositius, estructurals i formals molt evidents. I és que en tots cinc (Vegeu fitxa de Can Mitgaire), (Vegeu fitxa de Can Capó), (Vegeu fitxa de Can Sanglas) i (Vegeu fitxa de Can Carbonés) trobem una sèrie de trets comuns com ara la façana estructurada en dues crugies; la coberta oscil·la entre dos tipus: la coberta plana i aterrassada i la coberta d'una sola aigua de vessant a façana; la majoria d'immobles consten de tres plantes; proliferen per tota la façana un gran nombre de balconades equipades amb les seves respectives baranes de ferro forjat; el sistema d'obertures tendeix a ser el mateix, en el qual sobresurt el portal quadrangular d'accés equipat amb llinda monolítica i muntants de pedra ben treballats i escairats.

## Història
L'immoble actual ofereix un bon aspecte de conservació degut a les obres de manteniment i acondicionament. Aquestes obres van tenir lloc a finals del segle passat aproximadament. Durant les obres es va procedir a l'arrebossament i el pintat de la façana.